# God Speed You! Black Emperor
Pour l’article homonyme, voir Godspeed You! Black Emperor.
Pour plus de détails, voir Fiche technique et Distribution.
God Speed You! Black Emperor (ゴッド・スピード・ユー! BLACK EMPEROR) est un film documentaire japonais réalisé par Mitsuo Yanagimachi, sorti en 1976.

## Synopsis
Le Japon des années 1970 a connu une forte augmentation de gangs de bikers, appelés Bōsōzoku, qui ont attiré l'attention des médias. Le film raconte les exploits d'un gang de bikers japonais, les Black Emperors, et montre les relations qu'entretient un membre du gang avec ses parents après avoir eu des problèmes avec la police.

## Fiche technique
- Titre : God Speed You! Black Emperor
- Titre original : ゴッド・スピード・ユー! BLACK EMPEROR (Goddo supiido yuu! Burakku emparaa)
- Réalisation : Mitsuo Yanagimachi
- Pays d'origine : Japon
- Format : Noir et blanc - 16 mm
- Genre : documentaire
- Durée : 91 minutes
- Date de sortie : 1976

## À noter
Le film, presque ignoré du public, est surtout connu pour avoir fortement inspiré le nom du groupe canadien Godspeed You! Black Emperor.